# Radio Beograd
Radio Beograd (cyr. Радио Београд) – jugosłowiańska, następnie serbska rozgłośnia radiowa działająca w latach 1924–1941 i ponownie od 1944 roku. Podczas okupacji niemieckiej w latach 1941–1944 rozgłośnia nadawała jako Soldatensender Belgrad; przyczyniła się ona do popularyzacji utworu Lili Marleen.

## Historia
Rozgłośnia radiowa rozpoczęła działalność 1 października 1924 jako Radio Beograd-Rakovica, jednak pierwszą próbną audycję nadano 19 września tego samego roku. Początkowo radio nadawało we wtorki, czwartki i soboty w godzinach 18:45–19:45, regularnie nadawanie rozpoczęło się 24 marca 1929. 9 kwietnia tegóż roku rozgłośnia po raz pierwszy relacjonowała mecz piłkarski; wówczas na Stadionie SK Jugoslavija gospodarze grali przeciwko Beogradskiemu sport klubowi. Przed II wojną światową studio radiowe znajdowało się w budynku Królewskiej Serbskiej Akademii Nauk.
6 kwietnia 1941 w związku z bombardowaniem Belgradu rozgłośnia zaprzestała nadawania, a podczas okupacji niemieckiej radio działało jako Soldatensender Belgrad; jego zasięg obejmował m.in. całą Europę oraz północną Afrykę. Soldatensdender Belgrad była pierwszą w historii rozgłośnią radiową, która grała utwór pt. Lili Marleen w wykonaniu Lale Andersen, ponadto przyczyniła się do popularyzacji tegoż utworu muzycznego. Działalność Radia Beograd została wznowiona 10 listopada 1944, już po zakończeniu niemieckiej okupacji. Dyrektorem reaktywowanej rozgłośni został Jovan Marinović, z czasem rozgłośnia ta stała się najważniejszą w Jugosławii. W 1947 roku studio Radia Beograd przeniesiono do Zanatskiego domu przy ulicy Hilandarskiej 2.
W 2018 roku dyrektorem Radia Beograd był Dušan Radulović, w tym czasie rozgłośnia nadawała na 5 kanałach: Beograd 202, Radio Beograd 1, Radio Beograd 2, Radio Beograd 3 i Stereorama. Wśród najstarszych zachowanych wyemitowanych nagrań znajduje się nagranie z przemową króla Aleksandra I Karadziordziewicia podczas jego wizyty w Bułgarii z 1934 roku.

## Odznaczenia
W 2024 roku Radio Beograd zostało uhonorowane Orderem Sretenjskim I stopnia.